# Rätsel um
Rätsel um … (Originaltitel: The Barney Mysteries) ist eine Kinderbuchserie von Enid Blyton.
Die sechs Originalbücher, oft auch Barney „R“ Mysteries genannt, erschienen zwischen 1949 und 1959. Die Titel begannen alle mit einem „R“.
In Deutschland erschienen ab 1961 8 Bände. Band 7 Rätsel um den tiefen Keller ist eine Umschreibung der Einzelgeschichte The Mystery That Never Was (1961) und gehörte nicht zur Mystery Reihe. Für Band 8  Rätsel um die Falschmünzer (1977) liegt kein Original zu Grunde. Hierbei handelt es sich wohl um ein Eigenwerk der Übersetzerin Brigitte Blobel. Daher wurde der nicht von Darrell Waters Limited autorisierte Band später aus dem Handel genommen. Die Protagonisten sind die Geschwister Robert und Dina, ihr Cousin „Stubs“ sowie ihr Freund Barny. Stubs Hund Lümmel und Barnys Äffchen Miranda ergänzen das Quartett. Ähnlich wie bei der Geheimnis-um-Reihe der „6 Spürnasen“ wurden in der Übersetzung die Namen verändert. Robert heißt im Original Roger, Dina ist Diana, Peter „Stubs“ ist Snubby und der Hund Lümmel heißt im Original Loony. Frl. Pfeffer ist im Original Ms Pepper. Im Vergleich zu den anderen Blyton-Reihen wirken die Protagonisten als reife Jugendliche. Die Abenteuer zeichnen sich durch ausgeklügelte Geheimnisse aus. Da Barny getrennt von den Lyntons lebt, dauerte es etwas, bis die Freunde als Gruppe zusammenkommen.

## Charaktere
- Robert (15 Jahre in Band 1) und Dina Lynton (13 Jahre in Band 1) sind Geschwister. Sie gehen beide ins Internat und sehen sich nur in den Ferien.
- Stubs, eigentlich Peter, so genannt wegen seiner Stupsnase (11 Jahre in Band 1), ist der Vetter der beiden. Seine Eltern sind gestorben, so dass er in den Ferien immer zu einer seiner Tanten muss. Bei Robert und Dina bzw. ihrer Mutter, seiner Tante Susanne, gefällt es ihm am besten. Er ärgert gerne andere, wie zum Beispiel Dina, seine Lehrer und andere Leute. Er gibt auch sehr gerne an und tut so, als ob er sehr mutig wäre, obwohl er es nicht ist. Er ist intelligent, doch sehr faul in der Schule.
- Barny (eigentlich Barnabas Hugo Lorimer; 14–15 Jahre in Band 1) ist (zuerst) elternlos. Seine Mutter verließ seinen Vater, einen Schauspieler, drei Monate nach der Hochzeit und arbeitete wieder in einem Zirkus. Barny wuchs in dem Glauben auf, sein Vater wäre tot. Erst kurz vor dem Tod seiner Mutter erzählte diese ihm von seinem Vater, einem Shakespeare-Schauspieler. Barny kennt trotzdem nicht den Namen seines Vaters, da seine Mutter wieder ihren Geburtsnamen angenommen hatte. So geht Barny auf die Suche nach seinem Vater und arbeitet auf Zirkussen und Jahrmärkten, um sich seinen Lebensunterhalt zu verdienen. Wenn er in der Nähe von Robert und Dina ist, treffen sie sich. In Band 4 Rätsel um einen geheimen Hafen findet er dann schließlich seinen Vater, Barnabas Martin.
- Lümmel ist der Hund von Stubs, ein schwarzer Spaniel. Er macht seinem Namen alle Ehre und verschleppt jeden Schuh und jede Haarbürste.
- Miranda ist das Äffchen von Barny. Sie kann viele Kunststücke.
- Fräulein Pfeffer ist die alte, sehr kurzsichtige Erzieherin von Robert und Dinas Mutter, mit der sie und Stubs manchmal verreisen. Sie ist bekannt dafür, dass sie hinter ihren dicken Brillengläsern zwinkert.

## Bände
- Rätsel um das verlassene Haus (1962, ISBN 978-3-570-20188-6) – The Rockingdown Mystery (1949)
- Rätsel um die grüne Hand (1961, ISBN 978-3-570-20189-3) – The Rilloby Fair Mystery (1950)
- Rätsel um den unterirdischen Gang (1962, ISBN 978-3-570-20190-9) – The Ring-O-Bell Mystery (1951)
- Rätsel um den geheimen Hafen (1962, ISBN 978-3-570-20191-6) – The Rubadub Mystery (1952)
- Rätsel um den wandelnden Schneemann (1962, ISBN 978-3-570-20192-3) – The Rat-A-Tat Mystery (1956)
- Rätsel um die verbotene Höhle (1962, ISBN 978-3-570-20193-0) – The Ragamuffin Mystery (1959)
- Rätsel um den tiefen Keller (1962, ISBN 978-3-570-20194-7) – The Mystery That Never Was (1961) – Einzelgeschichte, keine Erzählung der Mystery-Serie
- Rätsel um die Falschmünzer (1977, ISBN 978-3-570-02777-6) – Geisterband

## Inhalt der einzelnen Bände
Rätsel um das verlassene Haus (1949)
Weil ihre Eltern verreisen, verbringen die Geschwister Robert und Dina die Ferien zusammen mit ihrem Cousin Stubs und Frl. Pfeffer in einem gemieteten Ferienhaus in Rockingdown. Ein Nachhilfelehrer, Herr König, soll ihnen helfen, das wegen einer Scharlacherkrankung zu Ostern versäumte Schulpensum nachzuholen. In der Freizeit lernen sie Barny und sein Äffchen Miranda kennen. Barny, dessen Mutter im Vorjahr verstarb, hält sich mit Gelegenheitsarbeiten bei Zirkussen über Wasser. Er sucht seinen Vater, von dem er nur weiß, dass er Schauspieler ist. Auf ihren Erkundungen der Umgebung entdecken sie das leerstehende Herrenhaus von Rockingdown, aus dessen Keller mitunter merkwürdige Geräusche kommen. Schmuggler nutzen die Keller als Zwischenlager für ihre Waren, die sie über den nahen Fluss transportieren. Barny wird beim Erkunden der unterirdischen Gänge von den Schmugglern entdeckt und gefangen gehalten. Nachdem Robert und die anderen Kinder zuerst Herrn König als Gehilfen der Schmuggler verdächtigten, entdecken sie, dass er Kriminalbeamter ist. Miranda kann Robert, Stubs und Dina eine Nachricht von Barny übermitteln und sie über seine Gefangennahme informieren. Mit Hilfe der Kinder gelingt es der Polizei und Herrn König, Barny zu befreien.
Rätsel um die grüne Hand (1950)
Robert und Dina verbringen die Ferien zu Hause und freuen sich auf den Besuch von Stubs und Lümmel, ihre Eltern erwarten gleichzeitig den Besuch von Mr. Lyntons Onkel Johann. Ohne es zu wissen, reisen die beiden im gleichen Zugabteil an, und als Onkel Johann mit besorgter Miene von einem rätselvollen Diebstahl erzählt, bei dem wertvolle Dokumente gestohlen wurden, ohne dass man sich erklären kann, wie der Dieb in den Raum gelangen konnte, erfindet Stubs eine haarsträubende Geschichte von einer internationalen Verbrecherbande, die hinter ihm her wäre, daher ist es ihm etwas peinlich, als er merkt, wem er diesen Bären aufgebunden hat. Wenige Tage später ereignet sich erneut ein rätselhafter Diebstahl historischer Dokumente und diesmal wird ein grüner Handschuh am Tatort gefunden. Dina fällt auf das an beiden Orten zum Tatzeitpunkt der gleiche Jahrmarkt gastiert hat. Da der Jahrmarkt als Nächstes in ihrer Nähe gastiert beschließen sie, dort vorbei zu fahren und hoffen natürlich auch, dort ihren Freund Barny wiederzusehen. Beim Jahrmarkt treffen sie tatsächlich Barny und Miranda, außerdem lernen die Kinder den Dompteur Zorko mit den beiden dressierten Schimpansen Tu (der auf Süßigkeiten versessen ist) und Mult (der Stofftiere liebt) sowie Tonneur, den meist schlecht gelaunten Chef des Jahrmarkts kennen. Der Jahrmarkt zieht nach ein paar Tagen in den direkten Nachbarort weiter und Onkel Johann erzählt den Kindern, dass im dortigen Herrenhaus auch seltene Dokumente sowie ausgestopfte Tiere ausgestellt werden. Gemeinsam besichtigen sie die Ausstellung, dabei fällt ihnen auf, dass ein weiterer Besucher mit vollen Haaren und dichten Bart die Dokumente studiert. Die Kinder verdächtigen Jahrmarktbesitzer Tonneur, etwas mit den Diebstählen zu tun zu haben und beobachten nachts das Schloss. In der zweiten Nacht meint Stubs sehen zu können, wie ein kaum sichtbarer Schatten an der Regenrinne des Herrenhauses hochklettert, aber als dann nichts mehr passiert schläft er ein. Gestohlen wird in dieser Nacht aber nichts, nur einige der ausgestopften Tiere stehen am Morgen im Park. Des Rätsels Lösung ist schließlich, das es der dafür dressierte Schimpanse Mult war, der durch Kamine und andere kleine Öffnungen in die Räume eingedrungen war und diejenigen Papiere gestohlen hat, die der eigentliche Auftraggeber, mit Perücke und Bart kostümiert, am Tag zuvor mit einer duftenden Substanz markiert hatte.
Rätsel um einen geheimen Gang (1951)
Weil Robert, Dina und Stubs sich von einer Grippe erholen sollen fahren sie mit Frl. Pfeffer zu deren Kusine in das Städtchen Glockenburg. Bei einer Besichtigung des Schlosses dürfen sie einen Blick in den berühmten Geheimgang werfen, ihn aber nicht betreten, angeblich endet er sowieso nach kurzer Strecke an einer Mauer. Dina schreibt Barny, wo sie sich erholen, und er reist mit Miranda per Anhalter zu ihnen, allerdings benimmt sich der letzte Fahrer, der sie mitnimmt, sehr merkwürdig: Er lässt Barny und Miranda viele Kilometer vor Glockenburg aussteigen weil es angeblich nicht auf seiner Route liegt, aber als sie nach Mitternacht endlich zu Fuß in dem Örtchen ankommen sieht Barny, wie der Fahrer aus dem dunklen Schloss kommt und mit seinen LKW weiterfährt. Barny entdeckt ein offenes Fenster im ersten Stock des Schlosses, klettert am Efeu hoch und übernachtet in einem Prunkbett. Am nächsten Tag trifft er Robert, Dina und Stubs, sie berichten ihm, dass ein sehr alter Mann ihnen erzählt hat, der Geheimgang habe tatsächlich existiert und 'Mutter Barlow' wisse Bescheid. In der darauffolgenden Nacht stehlen sich die Kinder ins Schloss und untersuchen den Geheimgang: Er endet aber tatsächlich nach wenigen Kurven vor einer soliden Mauer. Die Tochter des alten Mannes erlaubt ihnen am nächsten Tag, eine alte Truhe zu durchstöbern die ihrem Vater gehört, dort finden sie in einem alten Buch eine Karte die zeigt, dass der Geheimgang bei einem Haus mitten im Glockenburger Wald endet. Naomi Barlow, die Bewohnerin des Hauses, weiß nichts von einem Geheimgang, erinnert sich aber ganz vage daran, dass jemand dort ertrunken ist als sie ein kleines Kind war. Daraus folgert Barny, dass der Geheimgang im Brunnenschacht vor dem Haus enden muss und tatsächlich finden sie dort in die Wand eingelassene Sprossen, die hinunter bis zur Mündung des Geheimgangs führen! Als Barny, Robert und Stubs von dort aus den Geheimgang erkunden, gelangen sie bis zu einer Stelle kurz vor dem Schloss, an der die Decke eingebrochen und der Gang fast vollständig verschüttet ist. Dahinter hören sie einen Menschen husten: Verbrecher haben Mr. Rawlings, einen Polizeiinspektor der ihnen auf den Fersen war, entführt und halten ihn dort gefangen. Er erzählt den Kindern, dass die Gangster ihn am heutigen Abend um 11h erneut verhören wollen, daher beschließen Barny, Robert und Stubs, abends im Schloss zu warten, bis die Verbrecher den Geheimgang betreten haben, den Eingang zu versperren und dann die Polizei zu alarmieren. Als sie abends ins Schloss kommen werden sie aber von der Bande überrascht und versuchen zu fliehen: Robert versteckt sich in einer alten Truhe, wird entdeckt und darin eingeschlossen; Stubs versteckt sich in einer kleinen Nische im Abzug eines großen Kamins und Barny klettert mit Miranda in den Glockenturm. Dort kommt er auf die Idee, die Glocken zu läuten und so die Polizei herbeizurufen, was auch deswegen funktioniert, weil die Bande mittlerweile in den Geheimgang eingestiegen ist und das Glockengeläut nicht hören kann. Die Gangster bemerken die Polizei allerdings trotzdem und verbarrikadieren sich mit dem kranken Inspektor im Geheimgang. Die Kinder erklären der Polizei, wo der zweite Eingang des Ganges ist, steigen mit Schaufeln über den Brunnen in den Gang ein, räumen das eingebrochene Erdreich und überraschen die Gangsterbande von hinten.
Rätsel um den geheimen Hafen (1952)
Da die Lyntons eine Reise nach Amerika planen, vertrauen sie die Kinder Dina und Robert sowie ihren Vetter Peter, genannt Stubs, der alten Erzieherin Fräulein Pfeffer an, die einen ruhigen und erholsamen Urlaub in dem Badeort Rubadub verbringen möchte. Stubs ist davon begeistert, als er von dem geheimen Kriegsmarinehafen in der benachbarten Bucht erfährt. Bereits auf der Zugfahrt in den Ort trifft er auf zwei Marinesoldaten, die er neugierig ausfragt, doch die zwei Männer geben kaum Antwort. Stubs merkt sich nur, dass einer einen verkrüppelten kleinen Finger hat. In Rubadub wohnen sie im Gasthaus ''Drei Mann in einem Faß'', in dem sie auf viele interessante Mitbewohner stoßen: den alten Professor James, den Magier Marvel, die Sängerin Iris Nachtigal, das geschwätzige Fräulein Trill und den Hausdiener Dummy. Mächtige Detonationen erschüttern den Ort, und die Kinder entdecken im Haus eine Dachluke, aus der man zum geheimen Hafen schauen kann. Doch sie stellen fest, dass sie nicht die einzigen sind, die diesen Ausguck benutzen, und eines Tages ist die Tür zum Dachboden zugesperrt und der Schlüssel verschwunden. Mittlerweile ist auch ihr Freund Barny mit seinem Äffchen Miranda eingetroffen. Da er die Arbeit in einem Zirkus gewohnt ist, findet er schnell Arbeit bei einem kleinen Jahrmarkt im Ort, aber auch der Magier Marvel zeigt Interesse an einer Mitarbeit Barnys. Er verspricht ihm sogar, dank seiner Beziehungen evtl. seinen Vater ausfindig machen zu können. Nach einer starken nächtlichen Detonation geht im Dorf das Gerücht herum, dass dies ein Sabotageakt ausländischer Spione gewesen sei. Polizisten erscheinen und befragen die Hotelgäste, verschwinden aber wieder erfolglos. Die Kinder verdächtigen den alten Professor James, der sich sehr auffällig verhält und auch nicht so taub ist, wie er vorgibt. Da gesteht der Magier Marvel Barny, dass er ein Geheimagent sei, der den Hafen vor Sabotage und Spionage schützen solle. Er habe auch nunmehr seinen Vater entdeckt, der im geheimen Marinehafen stationiert sei und mit ihm zusammenarbeite um die dort stationierten U-Boote zu schützen und sie könnten ihn nachts treffen. Also rudert Barny in der Nacht den Magier Marvel zum Treffpunkt an einem Felsen beim Rubadub Strudel. Dort trifft er den Mann, der angeblich sein Vater sein soll, und erhält ein Päckchen, das der dem Magier Marvel übergibt. Dann will er sich mit seinem vermeintlichen Vater unterhalten, wird aber nur ausgelacht, da der Mann gar nicht sein Vater ist, sondern ein Spion, der Marvel Kopien neuer militärischer Entwicklungen verschafft hat. Marvel ist inzwischen davongerudert, merkt aber nicht, dass er die Pläne zurückgelassen hat. Barny kann sich mit den Plänen durch einen Felstunnel vor der steigenden Flut an Land retten und den Magier als Spion entlarven. Ausgerechnet der alte mürrische Professor James entpuppt sich als Polizist, der den Spion verhaften kann. Dank der guten Beobachtungsgabe von Stubs kann auch der Helfershelfer identifiziert werden, er saß nämlich bei der Anreise mit Stubs im Zugabteil. – Bereits früher hat sich herausgestellt, dass der Hausdiener Dummy Barny und seine verstorbene Mutter vom Zirkus her kennt, seit einem Sturz vom Hochseil ist er aber behindert und kann sich kaum noch an diese Zeit erinnern. Stubs schafft es aber, den Namen und den Wohnort von Barnys Vater aus Dummy herauszukitzeln, worauf Frl. Pfeffer mit der Familie Kontakt aufnimmt und erreicht, das Barny und sein wirklicher Vater wenige Tage später am Strand vom Rubadub aufeinandertreffen.
Rätsel um die verbotene Höhle (1959)
Robert und Dina wollen mit ihrer Mutter und Frl. Pfeffer die Ferien in einem Wohnwagen verbringen. Als ihre Schwester, Tante Pat, verunglückt, fährt Mrs Lynton weg, um sich um ihre Schwester und den Schwager zu kümmern. Glücklicherweise bietet Barnys Vater, Herr Martin, an, die Kinder mit dem Auto an einen schönen Platz an der Küste von Wales zu fahren, wo sie ihre Ferien unter der Obhut von Frl. Pfeffer verbringen können. Hierher kommt nun auch Stubs, der die Ferien ursprünglich bei Tante Pat verbringen sollte. In einem kleinen Küstenort quartieren sich die Kinder, Barny und Frl. Pfeffer in einem Gasthof hoch über den Klippen ein. Als der als Fischer verkleidete Stubs einen in Geheimschrift verfassten Brief eines Schulfreundes liest, wird ihm dieser von einem Mann weggenommen, der sich als einer von zwei weiteren Pensionsgästen entpuppt. Stubs gelingt es dem wahren Boten, einem Fischerjungen, den richtigen Brief abzunehmen. Barny erfährt telefonisch von seinem Vater, dass die beiden Männer nicht die bekannten Wissenschaftler sind, für die sie sich ausgeben. Mit Hilfe des neugierigen Gasthofsohnes David entdecken die vier Protagonisten, dass die beiden Männer krumme Geschäfte mit einigen Fischern machen und in der verbotenen Höhle am Strand etwas versteckt haben. Bei dem Versuch, den Inhalt der versteckten Kisten zu erkunden, werden sie zwar von der eindringenden Flut überrascht, aber ihnen gelingt der Aufstieg durch einen Schacht, der im Zimmer von Frl. Pfeffer endet. Schließlich verhaftet die Polizei die beiden Männer, die beteiligten Fischer und stellt das gestohlene Geld in den Kisten sicher.
Mit diesem Band findet die Reihe „Rätsel um“ im Original ein Ende.
Rätsel um den tiefen Keller (1961)
Stubs verbringt die Ferien bei Tante Susanne, Onkel Richard und ihren Kindern Dina und Robert, mit denen er schon einige Abenteuer erlebt hat. Zunächst verlaufen die Ferien langweilig, bis sich ihr Onkel Bob, ein Detektiv, zu Besuch ankündigt. Doch ihr geliebter Onkel Bob ist überarbeitet und sucht eigentlich nur Ruhe und Erholung. Also erfinden Dina, Robert und Stubs ein Rätsel, indem sie eine chiffrierte Geheimbotschaft entwerfen und sie ihrem Onkel zuspielen. Doch dieser durchschaut ihr Vorhaben und glaubt ihnen selbst dann nicht, als sie nachts wirklich Lichtzeichen von einer alten Hausruine beobachten können. In der Zwischenzeit ist nun auch ihr Freund Barny mit seinem Äffchen Miranda eingetroffen, den sie schon von früheren Abenteuern kennen. Während Dina in der Bibliothek nach Bauplänen sucht und Robert auf seine Schwester wartet, untersuchen Barny und Stubs mit Miranda und Lümmel die weitläufigen Kellergänge unter der Hausruine. Hierbei werden sie von drei Männern, die in den Kellern nach einer Goldstatue suchen, entdeckt und in einem Gewölbe eingesperrt. Während des Kampfes ist einer von ihnen von Stubs’ Hund Lümmel gebissen worden und wird nun von seinen zwei Begleitern zum Arzt gebracht. Robert und Dina entdecken den zweiten Ausgang der Keller und finden ihre Freunde, die in der Zwischenzeit die Goldstatue entdeckt haben. Da Robert und Dina ihre Freunde nicht allein befreien können, holen sie ihren Onkel Bob zur Hilfe, der ihnen selbst jetzt noch nicht so richtig glauben will. Aber schließlich kann er die Gefangenen befreien und die Goldstatue selbst in Augenschein nehmen. Die anschließend informierte Polizei kann die drei Verbrecher festnehmen.
Rätsel um den wandelnden Schneemann (1962)
Robert, Dina, Stubs und Barny werden von Herrn Martin, den Vater von Barny, mit dem Auto in eine einsame, verschneite Gegend gefahren, wo sie in einer Villa, die der Familie Martin gehört, schöne Wintertage verbringen sollen. Frau Kitzel, eine Angestellte der Martins, soll auf die Kinder aufpassen und für sie kochen.
Die ersten Tage vergehen schnell mit Rodeln und Schlittschuhlaufen. Auf dem Eis fühlt sich Barny besonders wohl. Die Villa wird auch das „Klopfhaus“ genannt. Der Hintergrund für diesen eigenartigen Namen liegt in der Vergangenheit des Hauses und den Geschichten, die seither überliefert werden.
Mit dem Klopfen machen die neuen Bewohner des Hauses alsbald Bekanntschaft. Frau Kitzel ist drauf und dran, den Urlaub der Kinder abzubrechen. Doch die Telefonleitungen sind durch Eis und Schnee offenbar defekt und Herr Martin somit nicht zu erreichen. So ist die Hausgemeinschaft auf sich allein gestellt. Der vor dem Haus neben einem Schneeiglu errichtete große Schneemann ist eines Abends weg – und erschreckt Frau Kitzel, als er plötzlich durch das Küchenfenster schaut. Stubs kommt als erster des Rätsels Lösung auf die Spur: Das meist unbewohnte Haus wurde offenbar von Gaunern als Lager für gestohlene Ware genutzt. Als sie die unerwarteten Bewohner nicht mit Streichen wie dem wandelnden Schneemann oder nächtlichem Klopfen vertreiben können holen die Gauner eines Nachts die 'heiße Ware' aus dem Keller, erwischen dabei den sie beobachtenden Stubs und sperren ihn in den Keller, aus dem er erst am nächsten Morgen durch seine Freunde befreit wird. Nun setzen sich die Kinder auf die Spur der Verbrecher und finden heraus, dass die gut verpackten Kisten jetzt im See unter dem Eis verborgen sind. Schließlich gelingt es ihnen die Polizei zu verständigen, die die Männer festnehmen kann als sie versuchen, die Kisten nachts zu bergen.

## Hörspiele
Von 1976 bis 1980 erschienen einige der Bücher als Hörspiel-LPs bzw. MCs von Europa.
7 Folgen erschienen:
1. Enid Blyton – Rätsel um die grüne Hand
2. Enid Blyton – Rätsel um den geheimen Hafen
3. Enid Blyton – Rätsel um das verlassene Haus
4. Enid Blyton – Rätsel um den unterirdischen Gang
5. Enid Blyton – Rätsel um die verbotene Höhle
6. Enid Blyton – Rätsel um den tiefen Keller
7. Enid Blyton – Rätsel um die Falschmünzer

Einzig der 1962 erschienene Band „Rätsel um den wandelnden Schneemann“ wurde nicht durch Europa vertont.